# Jérôme Coppel
Jérôme Coppel (n. 6 de agosto de 1986, Annemasse, França) é um ciclista profissional já retirado.

## Biografia
Em sua época amador foi um dos melhores do mundo já que conseguiu vários triunfos importantes. Em 2004 proclamou-se campeão da França júnior de contrarrelógio, gesto, que repetiria em 2005 e 2006 (sendo Sub-23). Também cosegui triunfos nacionais em estrada, em 2007, se alçou com a vitória em estrada. Conseguiu a medalha de bronze em 2006 no Campeonato do Mundo Contrarrelógio Sub-23.
O seu passo a profissionais produziu-se em 2008 ao alinhar pela Française des Jeux. Posteriormente correu para a equipa ciclista francêsa Saur-Sojasun.
No Tour de France de 2011, conseguiu terminar terceiro na classificação dos jovens e décimo quarto na classificação geral. Demonstrando assim ser uma das futuras promessas do ciclismo francês.
A 13 de agosto de 2016 anunciou a sua retirada do ciclismo depois de nove temporadas como profissional e com apenas 30 anos de idade.

## Palmarés
2006
- 3º no Campeonato Mundial Contrarrelógio sub-23

2007
- 3º no Campeonato Mundial Contrarrelógio sub-23

2009
- Route Adélie

2010
- Rhône-Alpes Isère Tour, mais 1 etapa
- Tour de Doubs
- Tour de Gévaudan Languedoc-Roussillon, mais 1 etapa

2011
- Volta a Múrcia, mais 1 etapa

2012
- Estrela de Bessèges, mais 1 etapa
- Tour de Doubs

2015
- Campeonato da França Contrarrelógio
- 3º no Campeonato Mundial Contrarrelógio

2016
- Estrela de Bessèges, mais 1 etapa

## Resultados em grandes voltas e campeonatos do mundo
| Carreira               | 2008 | 2009 | 2010 | 2011 | 2012 | 2013 | 2014 | 2015 | 2016 |
| ---------------------- | ---- | ---- | ---- | ---- | ---- | ---- | ---- | ---- | ---- |
| Giro d'Italia          | -    | -    | -    | -    | -    | -    | -    | -    | -    |
| Tour de France         | -    | Ab.  | -    | 14º  | 21º  | 63º  | -    | Ab.  | 75º  |
| Volta a Espanha        | -    | -    | -    | -    | -    | 40º  | 31º  | Ab.  | -    |
| Mundial em Estrada     | -    | -    | -    | -    | -    | -    | -    | -    | -    |
| Mundial Contrarrelógio | 42º  | 56º  | -    | -    | -    | -    | 25º  | 3º   | -    |

-: não participa 

Ab.: abandono